# Johann Nepomuk Hauntinger
Johann Nepomuk Hauntinger (* 30. Mai 1756 in Straubenzell; † 18. Dezember 1823) war ein Benediktiner, Priester und Stiftsbibliothekar der Stiftsbibliothek St. Gallen im Kloster St. Gallen. 

## Leben
Johann Nepomuk Hauntinger war der Sohn des Andreas Xaver Hauntinger, Drucker in der Klosterdruckerei, und der Theresia Lüthi. Sein Bruder war der 1762 geborene Pater Blasius (später im Kloster Rheinau). Johann Nepomuk trat mit 16 Jahren ins Kloster St. Gallen ein und legte am  30. Mai 1773 seine Profess ab. 1779 erfolgte seine Priesterweihe. 1780 ernannte man ihn zum Stiftsbibliothekar. Dieses Amt versah er bis zu seinem Tod im Jahr 1823. Unter seiner Leitung konnte das Stift zahlreiche Bücher erwerben. Er und sein Freund Pater Ildefons von Arx entdeckten alte Handschriftenfragmente in den Bucheinbänden. Hauntinger war Mitarbeiter der MGH und Mitglied der Gesellschaft für ältere deutsche Geschichtskunde. Nach der mehrmaligen Flucht ab 1798 und Auslagerungen der Bibliothek berief ihn die neu gebildete Regierung des Kantons St. Gallen 1803 zum erneuten Aufstellen der Bücher in der Stiftsbibliothek.

## Werke
Vom 12. Juli bis zum 8. August 1784 unternahmen die beiden St. Galler Mönche Johann Nepomuk Hauntinger und Pankraz Vorster eine Fahrt in die Reichsabtei auf dem Härtsfeld, nach  Neresheim, und zurück. Über diese Reise führte er ein Tagebuch, das einen einmaligen Einblick in diese Zeit ermöglicht.